# Lurgan Township
Lurgan Township est un township situé au nord-est du comté de Franklin, en Pennsylvanie, aux États-Unis,. En 2010, il comptait une population de 2 151 habitants.

## Démographie
Lors du recensement de 2010, le township comptait une population de 2 151 habitants. Elle est estimée, en 2018, à 2 242 habitants.